# Bürd járás
Bürd járás (mongol nyelven: Бүрд сум) Mongólia Dél-Hangáj tartományának egyik járása. Területe 2600 km². Népessége kb. 4500 fő.
Székhelye Ongon (Онгон), mely 136 km-re észak-keletre fekszik Arvajhér tartományi székhelytől.